# Circunscripción eclesiástica católica
Una circunscripción eclesiástica en la Iglesia católica es un concepto jurídico que designa a toda comunidad autónoma de fieles católicos con cura pastoral propia. 

## Definición
El Concilio Vaticano II introdujo el concepto eclesiológico de Iglesia particular, definido como una comunidad de fieles católicos confiada al cuidado pastoral de un obispo —o de un presbítero reconocido como su equivalente— ayudado por un presbiterio, para cumplir con la finalidad de la Iglesia, que es la evangelización. A pesar de que el concepto de Iglesia particular no es jurídico, tiene un uso canónico ya que fue recogido por la reforma del Código de Derecho Canónico promulgado por el papa Juan Pablo II el de 25 de enero de 1983, y por el Código de los cánones de las Iglesias orientales que el mismo papa promulgó el 18 de octubre de 1990. El concepto eclesiológico de Iglesia particular se complementa con el concepto jurídico de circunscripción eclesiástica, ya que no toda asociación de fieles encabezada por un obispo, o por un presbítero, ayudado por un presbiterio es una Iglesia particular. Deben cumplirse todas las condiciones de la definición, en particular la función del obispo o presbítero como pastor a cuyo cuidado están los fieles. De esta forma, toda Iglesia particular está organizada dentro de una circunscripción eclesiástica, pero no toda circunscripción eclesiástica se constituye en Iglesia particular.
La definición de circunscripción eclesiástica es entonces aplicable a todas las comunidades en las que se organiza pastoralmente el Pueblo de Dios (es decir, los fieles católicos), con independencia de la mayor o menor propiedad con que pudiera subsumirse cada una de ellas en el concepto de Iglesia particular.
Se distingue entre las circunscripciones eclesiásticas mayores, en la que se incluye a todas las Iglesias particulares y a todas las comunidades de fieles jerárquicamente estructuradas; mientras que las circunscripciones eclesiásticas menores son las subdivisiones que se crean dentro de cada circunscripción mayor, particularmente las parroquias.
Hay canónicamente dos clases de Iglesias particulares: las Iglesias particulares autónomas o sui iuris y las Iglesias particulares locales.

## Tipos de circunscripciones eclesiásticas mayores

### Iglesias particulares latinas de régimen ordinario
El Código de Derecho Canónico menciona en el régimen ordinario latino a tres tipos de Iglesias particulares locales:
Diócesis: es la forma regular de Iglesia particular local, a veces también llamada obispado. Cuando encabeza una provincia eclesiástica se la denomina arquidiócesis metropolitana, archidiócesis metropolitana o arzobispado metropolitano. Las demás Iglesias particulares locales de la provincia eclesiástica, si las hay, son sus sufragáneas. Cuando una Iglesia particular local está exceptuada de ser parte de una provincia eclesiástica, se dice que está inmediatamente sujeta a la Santa Sede. Algunas arquidiócesis han recibido el título sin ser cabezas de una provincia eclesiástica, debido a especiales reconocimientos papales. En tales casos, no llevan la palabra metropolitana sino archiepiscopal, aunque esta es generalmente omitida. Estas arquidiócesis suelen ser sufragáneas de otra metropolitana, o bien están inmediatamente sujetas a la Santa Sede. Otras diócesis o arquidiócesis (metropolitanas o archiepiscopales) son sedes patriarcales en las que su titular lleva el título de patriarca. Existen también las que son consideradas como la primera en honor en un país o territorio, a las que el papa les ha reconocido a su titular el título de primado, usado en algunos casos sin reconocimiento de la Santa Sede. Las antiguas diócesis ubicadas en el entorno de Roma son llamadas diócesis suburbicarias y están encabezadas en forma titular por los cardenales obispos, aunque tienen cada una un obispo diocesano, excepto Ostia que es administrada por el vicario de Roma. Algunas diócesis y arquidiócesis han sido unidas con un único obispo diocesano y una única curia, pero manteniendo sus catedrales originales y su personalidad jurídica, es el caso de la unión aeque principaliter. Otras diócesis están unidas en la persona de un obispo, conservando sus estructuras separadas, que es el caso de la unión in persona episcopi.
Prelatura territorial: (c. 370) llamada antiguamente prelatura nullius, es una forma de Iglesia particular local encabezada por un obispo prelado que por motivos diversos no ha sido erigida en diócesis, de la cual difiere por faltarle algunas de las estructuras organizativas. Por lo general se las encuentra en territorios de misión, pero existen también algunas erigidas en torno a santuarios importantes. Pueden ser sufragáneas o inmediatamente sujetas a la Santa Sede.
Abadía territorial: (c. 370) llamada antiguamente abadía nullius, es una forma de Iglesia particular local encabezada por un abad territorial que es el superior de una abadía a la que se le adicionó jurisdicción sobre territorios inmediatos. El motu proprio Catholica Ecclesia del papa Pablo VI de 23 de octubre de 1976, establece que no deberán erigirse nuevas abadías territoriales y las existentes deberán ser gradualmente suprimidas. Entre las todavía existentes se encuentran algunas con jurisdicción limitada al perímetro de la abadía, como la de Subiaco y la de Santa María de Grottaferrata (ambas en Italia), esta última sigue el rito bizantino. Pueden ser sufragáneas o inmediatamente sujetas a la Santa Sede.

### Iglesias particulares latinas de territorios de misión
Son también mencionadas en el Código de Derecho Canónico, pero por erigirse en territorios misionales están bajo jurisdicción de la Congregación para la Evangelización de los Pueblos. Sus ordinarios las rigen como sus pastores propios, pero llevan el título de una diócesis titular si son obispos:
Vicariato apostólico: (c. 371-1) encabezado por un vicario apostólico, es una estructura provisoria pero estable, que se espera que sea convertida en diócesis cuando su progreso lo permita. Por lo general no integran una provincia eclesiástica.
Prefectura apostólica: (c. 371-1) es una forma similar al vicariato apostólico y suele ser antecesora del mismo, pero con menor progreso, la encabeza un prefecto apostólico, quien en ocasiones es un presbítero. Por lo general no integran una provincia eclesiástica.

### Iglesias particulares de régimen especial
Administración apostólica: (c. 371-2) es la forma de Iglesia particular local que por razones generalmente de índole externa a la Iglesia, como ser la situación política adversa de un país o territorio, o por el escaso número de fieles, no ha sido erigida en otra estructura regular o misional. Está encabezada por un administrador apostólico que la rige a nombre del papa. Existen administraciones apostólicas de rito latino y de rito oriental. Pueden o no integrar una provincia eclesiástica.

### Iglesias particulares locales orientales
Las Iglesias particulares locales orientales están mencionadas en el Código de los cánones de las Iglesias orientales, siendo de régimen regular las eparquías y de régimen provisorio los exarcados.
Eparquía: (c. 177-1) es la Iglesia particular local de las Iglesias católicas orientales equivalente a la diócesis latina. Su obispo la rige como pastor propio y toma el nombre de eparca. Cuando está dentro de un territorio propio patriarcal o archiepiscopal mayor es territorial, pero fuera de ellos puede ser de régimen personal o territorial. Cuando encabeza una provincia eclesiástica se la denomina archieparquía metropolitana. Las demás eparquías de la provincia eclesiástica, si las hay, son sufragáneas suyas. Algunas archieparquías han recibido el título sin ser cabezas de una provincia eclesiástica, en tales casos, no llevan la palabra metropolitana sino archiepiscopal, aunque suele omitirse. Estas archieparquías suelen ser sufragáneas de otra metropolitana, o bien están inmediatamente sujetas a un patriarcado (no las hay sujetas a una archieparquía mayor ni a la Santa Sede). Cuando una eparquía o archieparquía metropolitana es la sede propia de un patriarca o de un archieparca mayor, es regida por este como su pastor ordinario, pero por lo general delega sus funciones en uno o más vicarios. Si es eparquía el patriarca lleva el título de metropolitano y encabeza una provincia eclesiástica.
Exarcado: (c. 311-1) es la Iglesia particular local oriental de régimen provisorio equivalente a un vicariato apostólico o a una prefectura apostólica. Lo encabeza un obispo titular denominado exarca que puede regirlo como pastor propio o a nombre del papa, de un patriarca o de un archieparca mayor (c. 312). No integran ninguna provincia eclesiástica. Cuando se halla dentro del territorio propio de un patriarcado o de una archieparquía mayor recibe el nombre de exarcado patriarcal o de exarcado archiepiscopal y es de régimen territorial. En los demás casos son de régimen personal y se hallan bajo directa dependencia de la Congregación para las Iglesias Orientales, siendo denominados exarcados apostólicos.

### Circunscripciones no constituidas en Iglesias particulares
Son áreas dentro de los territorios propios de los patriarcados orientales, islas o territorios sin población católica en donde no se ha erigido una Iglesia particular local.
Misión sui iuris (o misión independiente): aunque no llega a ser considerada una Iglesia particular ni es mencionada en el Código de Derecho Canónico, es un tipo de circunscripción eclesiástica especial que se erige en territorios muy poco poblados, aislados o casi sin fieles católicos. La encabeza un presbítero o el obispo de una diócesis cercana o patrocinante con el título de rector o superior. A excepción de la Antártida, las misiones independientes completan el régimen territorial sobre toda la tierra. 
Dependencia patriarcal: (c. 101 de CCIO) no es una Iglesia particular sino que se trata de una circunscripción que hallándose dentro del territorio propio de una Iglesia oriental, no se encuentra incluido dentro de ninguna eparquía o exarcado, por lo que está bajo la directa jurisdicción del patriarca, quien ejerce allí los derechos y obligaciones de un obispo eparquial. Son regidos a nombre del patriarca por un protosincelo (vicario patriarcal), que en algunos casos puede ser un obispo titular.

### Ordinariatos
Los ordinariatos son Iglesias particulares de régimen especial propio que surgen de la aplicación del canon 372-2 del Código de Derecho Canónico, que permite que puedan erigirse dentro de un mismo territorio Iglesias particulares distintas por razón del rito de los fieles o por otra razón semejante.
Ordinariato para los fieles de rito oriental sin un ordinario de su propio rito: es un tipo de Iglesia particular provisoria constituida en forma personal dentro de todo el territorio de un país, de varios países o de conferencias episcopales y cuyo fin es asistir a los fieles orientales para los que no exista una jurisdicción de su propio rito en ese territorio. Están regidas por un ordinario, que es un obispo de una diócesis latina principal, que tiene jurisdicción propia pero que en algunos casos es cumulativa con los obispos de las Iglesias particulares locales. El ordinario designa a un protosincelo como su vicario al frente del ordinariato. Estos ordinariatos pueden estar definidos para una Iglesia particular sui iuris, para todo un rito sin especificar Iglesia como por ejemplo el bizantino, o para todos los ritos orientales que no tengan su propia circunscripción. 
Ordinariato militar: es una Iglesia particular equiparable a una diócesis cuya misión es asistir a los fieles que integran las fuerzas armadas de algunos países, junto con sus familiares directos, incluyendo en algunos casos también a las fuerzas de seguridad y personal civil. Se regulan por la constitución apostólica Spirituali militum curae de Juan Pablo II, de 23 de abril de 1986. 

Pertenecen al Ordinariato militar, y están bajo su jurisdicción, además de los que señalen los estatutos, conforme al art. I:

1° Todos los fieles que son militares y los empleados civiles que sirven a las Fuerzas Armadas, con tal que se consideren así a tenor de las leyes civiles dadas para ellos;
 
2° Todos los miembros de sus familias, es decir, esposos e hijos, incluidos aquellos que, emancipados, vivan en la misma casa; así como los parientes y los empleados domésticos que así mismo vivan en la misma casa;
 
3° Los que frecuentan centros militares y los que se encuentran en hospitales militares, residencias de ancianos o lugares semejantes o prestan servicio en ellos;

4° Todos los fieles de uno y otro sexo, pertenecientes o no a algún instituto religioso que ejercen un oficio permanente confiado por el Ordinario militar o con su consentimiento.

Los ordinariatos militares toman diversos nombres según el país, tales como obispado castrense, obispado para el servicio militar, etc. Los ordinarios son obispos o arzobispos con jurisdicción propia y llevan el título del ordinariato. Los obispos de las Iglesias particulares dentro de las que se encuentren el personal o las instalaciones militares, son subsidiariamente responsables de su atención espiritual en caso de que el ordinario militar no tenga allí un capellán. Regularmente no tienen un territorio definido, ya que suelen designarse capellanes para los fieles que se encuentran en misiones en bases en el extranjero, en la Antártida, aguas internacionales o embajadas. No integran provincias eclesiásticas y si se encuentran en un país considerado territorio misional, dependen de la Congregación para la Evangelización de los Pueblos.
Ordinariato personal Anglicanorum coetibus u ordinariato anglicano: es una Iglesia particular personal de rito latino equiparable a una diócesis cuya misión es asistir a los fieles anglicanos convertidos al catolicismo. Son erigidos en todo o parte del territorio de un país, de varios países o de conferencias episcopales. El ordinariato es regido por un ordinario con jurisdicción propia, que puede ser un obispo o un presbítero (incluso exobispos anglicanos) y que actúa en consulta con los obispos de la Iglesias territoriales locales. Fueron creados por medio de la constitución apostólica Anglicanorum Coetibus del papa Benedicto XVI el 4 de noviembre de 2009, para conservar los elementos distintivos del patrimonio teológico, espiritual y litúrgico anglicano dentro de la Iglesia católica. 

### Caso peculiar de Iglesia particular
Administración apostólica personal: es una Iglesia particular peculiar, la única existente fue establecida por Juan Pablo II dentro de los límites de la diócesis de Campos en Brasil, con el nombre de administración apostólica personal de San Juan María Vianney mediante el decreto Animarum bonum. Fue erigida a raíz del acuerdo entre la Santa Sede y la Unión Sacerdotal de San Juan María Vianney en 2002 para que los fieles de esa diócesis que quieran utilizar el rito romano extraordinario puedan unirse a ella sin dejar de formar parte de la diócesis de Campos. Está regida por un administrador apostólico permanente no adscrito a ninguna provincia eclesiástica y que es obispo de una sede titular.

### Prelaturas personales
Prelatura personal: es una institución erigida por la Santa Sede para llevar a cabo obras pastorales o misionales en favor de varias regiones o de diversos grupos sociales. Al frente de la prelatura personal está un prelado (obispo titular o presbítero) que, ayudado por los presbíteros y diáconos incardinados en la prelatura, realiza su misión pastoral, en favor de los fieles de la prelatura. También puede haber laicos que colaboran orgánicamente en la prelatura personal, pero que continúan bajo la jurisdicción del obispo de la Iglesia particular local. Existe una única prelatura personal: la prelatura de la Santa Cruz y Opus Dei, erigida por el papa Juan Pablo II el 28 de noviembre de 1982 mediante la constitución apostólica Ut sit para los miembros del Opus Dei. No es considerada una Iglesia particular, ya que en el Código de Derecho Canónico las prelaturas personales aparecen en el Libro II Parte I "De los fieles cristianos", y no en el Libro II Parte II "De la Constitución Jerárquica de la Iglesia", que es donde el código se refiere a las Iglesias particulares. Miembros del Opus Dei, sin embargo, suelen considerarla como tal y su argumentación estaría basada en supuestos derechos preexistentes al código y en un discurso de Juan Pablo II. La prelatura se distribuye por muchos países del mundo en los cuales el prelado a erigido regiones, cuasi regiones y delegaciones dependientes de él.

### Sedes titulares
Sede titular: es una antigua diócesis que ha cesado de tener fieles católicos (el Pueblo de Dios), un presbiterio y un territorio definido bajo el gobierno de un obispo, y que hoy existe únicamente en su título, por lo que ya no es una Iglesia particular. La Iglesia católica conserva el recuerdo de antiguas diócesis (generalmente del Oriente) que desaparecieron debido a las invasiones musulmanas, cayeron en cisma con Roma a partir de 1054 o cesaron por otras razones. Algunas diócesis titulares son relativamente recientes y han sido suprimidas en países occidentales. Estas sedes son diócesis y arquidiócesis (metropolitanas o archiepiscopales) mayormente categorizadas como de rito latino, pero algunas son conferidas a las Iglesias orientales. En algunos casos la sede titular está unida permanentemente como un título del obispo de una Iglesia particular, existiendo entre ellas vicariatos apostólicos titulares. Las sedes titulares son conferidas a obispos auxiliares, de la Curia Romana o de las de Iglesias orientales, personal diplomático y a los jefes de las Iglesias particulares misionales y provisorias. Excepto para los patriarcados titulares greco-melquitas de Alejandría y de Jerusalén, que están agregados en forma personal al título del patriarca melquita de Antioquía, y que el patriarca suele designar vicarios en esas sedes, en ningún otro caso el obispo tienen alguna jurisdicción sobre la antigua sede titular. Hasta su supresión en 1964 existieron también los patriarcados titulares latinos de Constantinopla, Alejandría y Antioquía, que tenían sede en las basílicas de Roma. Hasta el 5 de marzo de 1882 fueron conocidas por la expresión latina in partibus infidelium, cuyo significado es en tierra de infieles.

## Circunscripciones eclesiásticas no formalizadas

### Ordinarios para los que no se constituyó una circunscripción eclesiástica pero con jurisdicción especial
Debido a situaciones generalmente de orden político o de diplomacia eclesial, existen algunos casos en los que la Santa Sede a designado a un ordinario o delegado apostólico al frente de un presbiterio para pastorear a un determinado grupo de fieles en un territorio sin haber formalmente constituido una circunscripción eclesiástica. En estos casos el ordinario -obispo o presbítero- tiene autoridad propia sobre los fieles pero opera formalmente dentro de otras Iglesias particulares, aunque esos fieles ya estén separados de las mismas. Es el caso del ordinario para los fieles de rito bizantino en Rusia, que es un obispo diocesano latino que actúa como delegado de la Congregación para las Iglesias Orientales para los fieles bizantinos de Rusia. Otro caso es el visitador apostólico ad nutum Sanctae Sedis (a disposición de la Santa Sede) en Bielorrusia, que está al frente de la Iglesia greco-católica bielorrusa en ese país por delegación de la misma congregación. En otros casos estos ordinariatos fueron luego constituidos en Iglesias particulares.

### Visitadores apostólicos
En las Iglesias católicas orientales el oficio de visitador apostólico puede ser por un tiempo indeterminado, en cuyo caso el oficio equivale al de ordinario para una comunidad de la diáspora que no tiene un guía o un responsable perteneciente al propio rito litúrgico (c. 152 del CCIO). El término apostólico deriva del hecho de que el nombramiento es hecho por el papa a propuesta del sínodo permanente de la Iglesia sui iuris en cuestión. Los visitadores apostólicos en estos casos, sin embargo, no suplantan la autoridad de los obispos latinos locales de las Iglesias particulares locales en las que existen fieles bajo su cuidado, ya que su nombramiento no significa la erección de una circunscripción eclesiástica ni la separación de los fieles de esas Iglesias. Estos visitadores apostólicos pueden ser presbíteros u obispos, los que a veces están al frente de circunscripciones eclesiásticas en un país cercano. Por lo regular se los designa sobre el territorio de uno o más países.